# السائلة (حبيش)

تعديل مصدري - تعديل

السائلة محلة تابعة لقرية التفادي، التابعة لعزلة التفادي بمديرية حبيش إحدى مديريات محافظة إب في الجمهورية اليمنية، بلغ تعداد سكانها 141 حسب تعداد اليمن لعام 2004.